# Kamasinski vs. Austria
Cauza Kamasinski vs. Austria, (petiția 9783/82, hotărârea din 18 iulie 1988) este o cauză judecată la CEDO prin care se recunoaște o violare a articolului 6-1 al Convenției (orice persoană are dreptul la judecarea cauzei sale în mod echitabil, public și în termen rezonabil de către o instanță independentă și imparțială) în cazul unui cetățean nevorbitor de limbă germană, condamnat de către statul austriac la închisoare pentru niște infracțiuni penale. în această cauză curtea a respins câteva dintre plângerile d-nului Kamasinski dar a ajuns la o concluzie cu putere de generalitate mai mare, prin faptul că CEDO a precizat că, uneori, în funcție de circumstanțele concrete ale cauzei și de garanțiile compensatorii din legislația națională, organul de urmărire penală poate să limiteze dreptul justițiabilului la dosar, dar cu condiția, sine qua non, de a îl prezenta avocatului său, care neapărat trebuie să aibă acces la dosar în tot cursul procesului, precum și dreptul de a face fotocopii de pe actele dosarului, fotocopii pe care, desigur, sa le poată prezenta justițiabilului – clientul său. 